# Thomas Adolphus Trollope

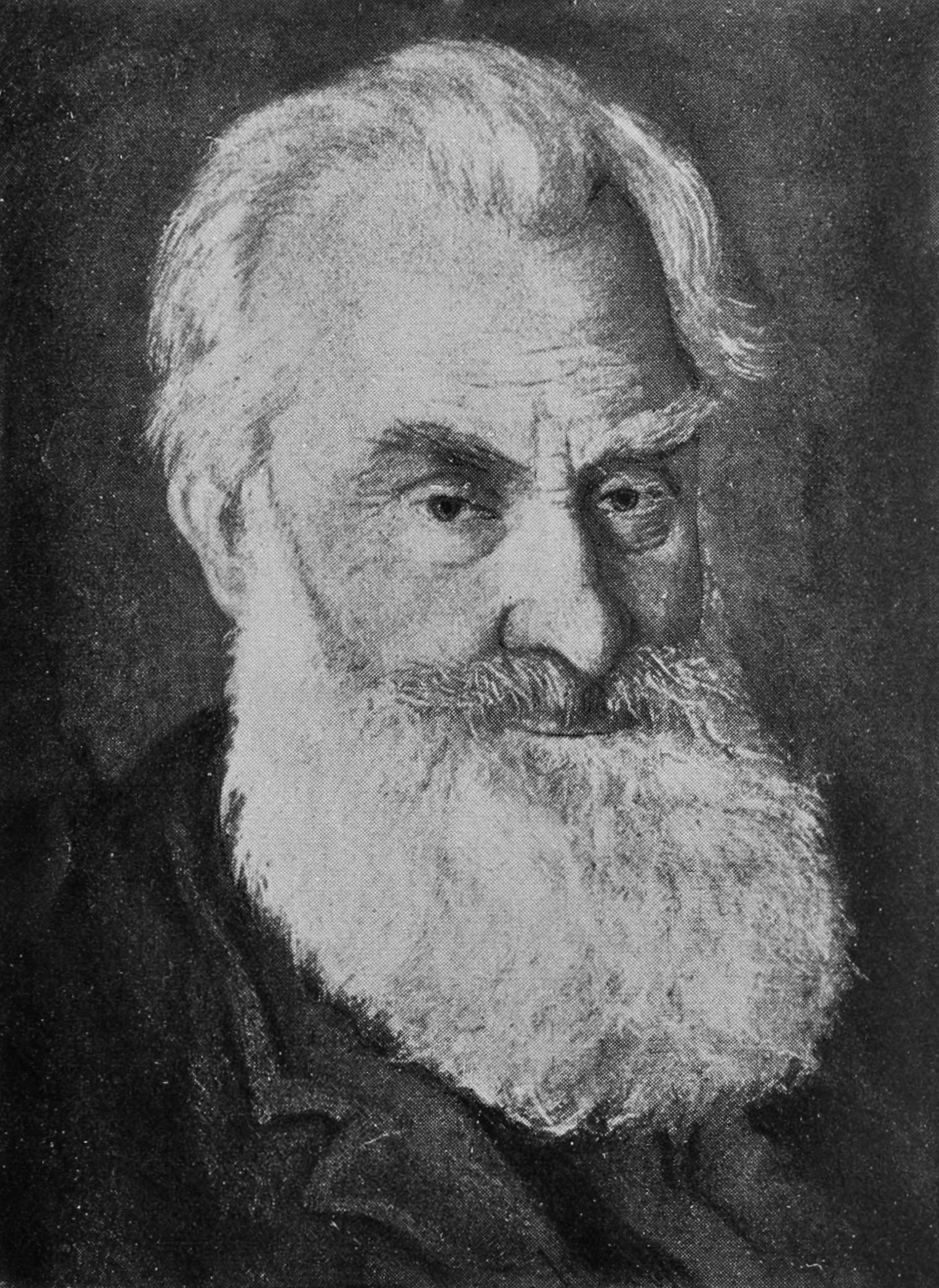
Thomas Adolphus Trollope

Thomas Adolphus Trollope (* 29. April 1810 in Bloomsbury; † 11. November 1892 in Clifton) war ein englischer Schriftsteller, der mehr als 60 Bücher verfasste. Er lebte die meiste Zeit seines Lebens in Italien und errichtete mit seiner ersten Ehefrau Theodosia eine berühmte Villa in Florenz und später mit seiner zweiten Ehefrau, der Schriftstellerin Frances Eleanor Trollope, ein weiteres Zentrum der englischen Gesellschaft in Rom. Seine Mutter, sein Bruder und beide Ehefrauen waren als Schriftsteller bekannt. Er wurde von Viktor Emanuel II. von Italien mit dem Ritterorden der hl. Mauritius und Lazarus ausgezeichnet.

## Leben
Trollope wurde am 29. April 1810 in Bloomsbury, London, als ältester Sohn von Thomas Anthony und Frances Trollope geboren (ein jüngerer Bruder war der Romanautor Anthony Trollope). Ausgebildet wurde er an der Harrow School und am Winchester College. Nach einer Reise mit seinem Vater nach New York begann er zu schreiben, bevor er an der Universität Oxford studierte. 1829, im Alter von neunzehn Jahren, immatrikulierte er in St. Alban Hall, Oxford und schloss 1835 seinen B.A. in Magdalen Hall, Oxford ab. Er unterrichtete kurzzeitig an der King Edward’s Grammar School in Birmingham, bevor er der Idee seiner Mutter nachgab, eine Schriftstellergemeinschaft zu gründen. Sie reisten nach Italien, was einen Teil des Materials für die 60 Bände an Reiseberichten, Geschichte und Belletristik lieferte, die er in diesem Jahrzehnt schrieb. Dies geschah zusätzlich zu einer großen Menge an periodischen und journalistischen Arbeiten.
Trollope war zweimal verheiratet. Seine erste Frau war die Schriftstellerin Theodosia Garrow, die bei seiner Mutter, Fanny Trollope, in Florenz wohnte. Das frisch verheiratete Paar hatte eine Tochter, Bice. Ihr Haus wurde von der reisenden britischen Intellektuellen und auch von führenden italienischen Nationalisten besucht. Sie wohnten in der Villino Trollope in Florenz, damals an der Piazza Maria Antonio, heute Piazza dell’Indipendenza. Ihr Haus war mit geschnitzten Möbeln, eingelegten Wänden, Majolika-Keramik, Marmorböden und -säulen, Rüstungen und einer Bibliothek mit 5.000 Büchern ausgestattet.
Der Kauf der Villa erfolgte zum Teil mit Theodosias Erbe. Ihr Haus galt als Zentrum der Expatriate-Gesellschaft in Florenz. Theodosia war bekannt für ihre Gedichte, ihre Übersetzungen und ihre Artikel über Haushaltsfragen, obwohl sie auch Briefe an das Athenaeum schrieb, in denen sie für die Freiheit Italiens eintrat.
Die Tochter der Trollopes spielte mit dem Sohn des Ehepaares Robert Browning und Elizabeth Barrett Browning, als diese 1847 ebenfalls Teil der anglophonen Gesellschaft wurden. Vergleiche der beiden Haushalte zeigten den Browning-Haushalt als intensiver, den der Trollopes als sorgloser. Alle ihre Gäste liefen Gefahr, in irgendeiner verdeckten Form in den Romanen seiner Mutter zu erscheinen.
Seine zweite Ehefrau war die Romanautorin Frances Eleanor Ternan. Das Paar heiratete am 29. Oktober 1866 und lebte dann in der Villa Ricorboli. Ab 1873 errichtete das Ehepaar wieder ein Haus, das für seine Gastfreundschaft bekannt war, aber diesmal in Rom. Trollope lebte die meiste Zeit in Italien, zog sich aber 1890 nach Devon, England, zurück. Er starb in Clifton, in der Nähe von Bristol, am 11. November 1892. Seine Memoiren, What I Remember, wurden in drei Bänden zwischen 1887 und 1889 veröffentlicht.

## Werke (Auswahl)
- Beppo The Conscript.
- Dream Numbers.
- Garstang Grange of Garstang Grange. Leipzig 1870.
- Gemma.
- Leonora Casaloni.
- Marietta.
- The Sealed Packet.